# Eredivisie (vrouwenhandbal) 2022/23
De eredivisie is de hoogste afdeling van het Nederlandse handbal bij de dames op landelijk niveau.
Nadat Borhave voor het begin van de nacompetitie in het seizoen 2021/22 terugtrok uit de eredivisie heeft Fortissimo ook bij het NHV ook een degradatieverzoek ingediend. Dit kwam tot stand door een te kleine selectie en veel spelers die gingen stoppen. Hierdoor zijn PSV Handbal en VENÉCO VELO vanuit de Eerste divisie gepromoveerd naar de eredivisie.

## Opzet
- Teams die voor de kampioenspoule zijn geplaatst zijn direct geplaatst voor de 1/8 finales van de landelijke bekercompetitie in het seizoen 2023/2024.
- de nummers 9 en 10 plaatsen zich direct voor de 1/8 finales van de landelijke bekercompetitie in het seizoen 2023/2024.
- de nummer 12 degradeert naar de Eerste divisie.
- Indien een vereniging met een team in de kampioenspoule van de nacompetitie eredivisie een tweede team heeft dat uitkomt in de eerste divisie, kan het team van betrokken vereniging niet in aanmerking komen voor promotie naar de eredivisie.

## Teams
| Ploeg                         | Plaats     | Provincie     | Trainer(s)                                                     | Hal            |
| ----------------------------- | ---------- | ------------- | -------------------------------------------------------------- | -------------- |
| BFC                           | Beek       | Limburg       | Harold Nüsser                                                  | De Haamen      |
| Boer'n Trots Kaas/DSVD        | Deurningen | Overijssel    | Jan Majoor                                                     | 't Hoge Vonder |
| Cabooter Group/HandbaL Venlo  | Venlo      | Limburg       | Robin Gielen                                                   | Craneveld      |
| PCA/Kwiek                     | Raalte     | Overijssel    | Arjan Averink Olga Assink                                      | Tijenraan      |
| PSV Handbal                   | Eindhoven  | Noord-Brabant | Björn Willunat                                                 | De Vijfkamp    |
| HV Quintus                    | Kwintsheul | Zuid-Holland  | Ruud van den Broeck Fred Michielsen ontslagen in februari 2023 | Eekhout Hal    |
| Westfriesland/SEW             | Nibbixwoud | Noord-Holland | Michael Vijverberg                                             | De Bloesem     |
| Venéco VELO                   | Wateringen | Zuid-Holland  | Nico Stet                                                      | VELO hal       |
| Geonius/V&L                   | Geleen     | Limburg       | Edwin Janssen                                                  | Glanerbrook    |
| OTTO Work Force/VOC Amsterdam | Amsterdam  | Noord-Holland | Rachel de Haze                                                 | Elzenhagen     |
| Garage Kil/Volendam           | Volendam   | Noord-Holland | Zsigmond Makay                                                 | Opperdam       |
| JuRo Unirek/VZV               | 't Veld    | Noord-Holland | Rolf Schulte                                                   | 't Zijveld     |

## Reguliere competitie

### Stand
| Pos | Club                          | Wed | W  | G | V  | Ptn | DV  | DT  | +/−  | Opmerking                      |
| --- | ----------------------------- | --- | -- | - | -- | --- | --- | --- | ---- | ------------------------------ |
| 1   | Cabooter Group/HandbaL Venlo  | 22  | 21 | 0 | 1  | 42  | 795 | 551 | 244  | Geplaatst voor kampioenspoule  |
| 2   | OTTO Work Force/VOC Amsterdam | 22  | 20 | 0 | 2  | 40  | 784 | 551 | 233  | Geplaatst voor kampioenspoule  |
| 3   | Westfriesland/SEW             | 22  | 16 | 1 | 5  | 33  | 716 | 593 | 123  | Geplaatst voor kampioenspoule  |
| 4   | Venéco VELO                   | 22  | 13 | 1 | 8  | 27  | 651 | 642 | 9    | Geplaatst voor kampioenspoule  |
| 5   | HV Quintus                    | 22  | 11 | 0 | 11 | 22  | 620 | 593 | 27   | Geplaatst voor kampioenspoule  |
| 6   | Garage Kil/Volendam           | 22  | 9  | 4 | 9  | 22  | 610 | 657 | -47  | Geplaatst voor kampioenspoule  |
| 7   | PCA/Kwiek                     | 22  | 10 | 1 | 11 | 21  | 687 | 699 | -12  | Geplaatst voor kampioenspoule  |
| 8   | Geonius/V&L                   | 22  | 10 | 1 | 11 | 21  | 633 | 654 | -21  | Geplaatst voor kampioenspoule  |
| 9   | Boer'n Trots Kaas/DSVD        | 22  | 7  | 0 | 15 | 14  | 633 | 703 | -70  | Geplaatst voor degradatiepoule |
| 10  | JuRo Unirek/VZV               | 22  | 7  | 0 | 15 | 14  | 614 | 667 | -53  | Geplaatst voor degradatiepoule |
| 11  | PSV Handbal                   | 22  | 3  | 2 | 17 | 8   | 520 | 685 | -165 | Geplaatst voor degradatiepoule |
| 12  | BFC                           | 22  | 0  | 0 | 22 | 0   | 482 | 750 | -268 | Geplaatst voor degradatiepoule |

Bron: NHV Uitslagen-standen

### Uitslagen
|                               | BFC     | DSV     | VEN     | KWI     | PSV     | QUI     | SEW     | V&L     | VEL     | VOC     | VOL     | VZV     |
| ----------------------------- | ------- | ------- | ------- | ------- | ------- | ------- | ------- | ------- | ------- | ------- | ------- | ------- |
| BFC                           |         | 22 – 33 | 20 – 32 | 22 – 43 | 22 – 26 | 25 – 35 | 23 – 43 | 21 – 26 | 19 – 34 | 18 – 43 | 25 – 35 | 21 – 30 |
| Boer'n Trots Kaas/DSVD        | 22 – 20 |         | 27 – 41 | 26 – 33 | 31 – 22 | 27 – 31 | 30 – 37 | 31 – 37 | 29 – 30 | 33 – 43 | 27 – 33 | 36 – 24 |
| Cabooter Group/HandbaL Venlo  | 39 – 23 | 39 – 28 |         | 46 – 27 | 36 – 18 | 39 – 31 | 31 – 24 | 28 – 23 | 42 – 27 | 30 – 23 | 41 – 21 | 31 – 26 |
| PCA/Kwiek                     | 39 – 30 | 33 – 35 | 28 – 34 |         | 33 – 24 | 30 – 32 | 27 – 32 | 32 – 29 | 35 – 31 | 28 – 36 | 32 – 32 | 32 – 23 |
| PSV Handbal                   | 31 – 17 | 25 – 35 | 20 – 40 | 30 – 33 |         | 25 – 24 | 25 – 35 | 29 – 30 | 20 – 32 | 17 – 41 | 31 – 31 | 28 – 31 |
| HV Quintus                    | 41 – 21 | 24 – 22 | 22 – 39 | 28 – 25 | 31 – 21 |         | 26 – 29 | 34 – 20 | 22 – 29 | 27 – 29 | 30 – 23 | 33 – 25 |
| Westfriesland/SEW             | 27 – 19 | 44 – 20 | 25 – 33 | 31 – 36 | 36 – 21 | 22 – 23 |         | 36 – 27 | 31 – 28 | 36 – 31 | 42 – 26 | 35 – 27 |
| Geonius/V&L                   | 33 – 27 | 34 – 28 | 27 – 34 | 35 – 27 | 33 – 21 | 36 – 30 | 28 – 28 |         | 37 – 26 | 28 – 39 | 28 – 31 | 30 – 27 |
| Venéco VELO                   | 37 – 18 | 44 – 27 | 32 – 48 | 35 – 26 | 31 – 22 | 24 – 22 | 23 – 32 | 28 – 25 |         | 17 – 36 | 27 – 25 | 32 – 31 |
| OTTO Work Force/VOC Amsterdam | 34 – 21 | 31 – 24 | 31 – 29 | 42 – 24 | 39 – 20 | 30 – 24 | 33 – 32 | 34 – 19 | 38 – 23 |         | 41 – 24 | 38 – 29 |
| Garage Kil/Volendam           | 29 – 26 | 28 – 27 | 25 – 34 | 31 – 43 | 23 – 23 | 27 – 26 | 26 – 29 | 31 – 22 | 29 – 29 | 23 – 32 |         | 28 – 29 |
| JuRo Unirek/VZV               | 38 – 22 | 28 – 35 | 23 – 29 | 35 – 36 | 21 – 20 | 25 – 24 | 29 – 30 | 32 – 26 | 28 – 32 | 24 – 40 | 28 – 29 |         |

Bron: NHV Uitslagen-standen

## Nacompetitie

### Degradatiepoule

#### Stand
| Pos | Club                   | Wed | W | G | V | Ptn | DV  | DT  | +/− | Opmerking                         |
| --- | ---------------------- | --- | - | - | - | --- | --- | --- | --- | --------------------------------- |
| 1   | JuRo Unirek/VZV        | 6   | 5 | 1 | 0 | 13  | 188 | 146 | 42  |                                   |
| 2   | Boer'n Trots Kaas/DSVD | 6   | 4 | 1 | 1 | 12  | 185 | 148 | 37  |                                   |
| 3   | PSV Handbal            | 6   | 1 | 0 | 5 | 3   | 129 | 180 | -51 |                                   |
| 4   | BFC                    | 6   | 1 | 0 | 5 | 2   | 135 | 163 | -28 | Degradeert naar de eerste divisie |

Bron: NHV Uitslagen-standen

#### Uitslagen
|                        | BFC     | DSV     | PSV     | VZV     |
| ---------------------- | ------- | ------- | ------- | ------- |
| BFC                    |         | 24 – 25 | 19 – 18 | 24 – 33 |
| Boer'n Trots Kaas/DSVD | 33 – 26 |         | 34 – 18 | 29 – 29 |
| PSV Handbal            | 26 – 21 | 22 – 37 |         | 25 – 34 |
| JuRo Unirek/VZV        | 28 – 21 | 29 – 27 | 35 – 20 |         |

Bron: NHV Uitslagen-standen

### Kampioenspoule

#### Eerste ronde

##### Poule A

###### Stand
| Pos | Club                         | Wed | W | G | V | Ptn | DV  | DT  | +/− | Opmerkingen                        |
| --- | ---------------------------- | --- | - | - | - | --- | --- | --- | --- | ---------------------------------- |
| 1   | Cabooter Group/HandbaL Venlo | 6   | 6 | 0 | 0 | 15  | 211 | 139 | 72  | Geplaatst voor Best of Three Serie |
| 2   | Venéco VELO                  | 6   | 3 | 0 | 3 | 8   | 152 | 173 | -21 |                                    |
| 3   | Geonius/V&L                  | 6   | 2 | 1 | 3 | 5   | 180 | 186 | -6  |                                    |
| 4   | Garage Kil/Volendam          | 6   | 0 | 1 | 5 | 2   | 145 | 190 | -45 |                                    |

Bron: NHV Uitslagen-standen

###### Uitslagen
|                              | VEN     | VEL     | V&L     | VOL     |
| ---------------------------- | ------- | ------- | ------- | ------- |
| Cabooter Group/HandbaL Venlo |         | 36 – 22 | 40 – 24 | 36 – 19 |
| Venéco VELO                  | 21 – 24 |         | 31 – 30 | 30 – 24 |
| Geonius/V&L                  | 29 – 40 | 35 – 21 |         | 29 – 29 |
| Garage Kil/Volendam          | 24 – 35 | 24 – 27 | 25 – 33 |         |

Bron: NHV Uitslagen-standen

##### Poule B

###### Stand
| Pos | Club                          | Wed | W | G | V | Ptn | DV  | DT  | +/− | Opmerkingen                        |
| --- | ----------------------------- | --- | - | - | - | --- | --- | --- | --- | ---------------------------------- |
| 1   | OTTO Work Force/VOC Amsterdam | 6   | 6 | 0 | 0 | 15  | 223 | 154 | 69  | Geplaatst voor Best of Three Serie |
| 2   | Westfriesland/SEW             | 6   | 4 | 0 | 2 | 10  | 187 | 182 | 5   |                                    |
| 3   | HV Quintus                    | 6   | 1 | 1 | 3 | 5   | 166 | 196 | -30 |                                    |
| 4   | PCA/Kwiek                     | 6   | 0 | 1 | 5 | 2   | 163 | 207 | -44 |                                    |

Bron: NHV Uitslagen-standen

###### Uitslagen
|                               | KWI     | QUI     | SEW     | VOC     |
| ----------------------------- | ------- | ------- | ------- | ------- |
| PCA/Kwiek                     |         | 26 – 24 | 28 – 33 | 30 – 52 |
| HV Quintus                    | 34 – 32 |         | 27 – 29 | 29 – 34 |
| Westfriesland/SEW             | 34 – 27 | 38 – 30 |         | 28 – 39 |
| OTTO Work Force/VOC Amsterdam | 30 – 20 | 37 – 22 | 31 – 25 |         |

Bron: NHV Uitslagen-standen

#### Tweede ronde

##### Rangschikkingswedstrijden
| 21 mei 2023 | PCA/Kwiek | 39 – 39 | Garage Kil/Volendam |

| 3 juni 2023 | Garage Kil/Volendam | 31 - 33 | PCA/Kwiek |

| 21 mei 2023 | Geonius/V&L | 30 – 23 | HV Quintus |

| 3 juni 2023 | HV Quintus | 27 – 31 | Geonius/V&L |

| 21 mei 2023 | Venéco VELO | 24 – 35 | Westfriesland/SEW |

| 27 mei 2023 | Westfriesland/SEW | 29 – 25 | Venéco VELO |

##### Best of Three
| 20 mei 2023 14:00 | Cabooter Group/HandbaL Venlo | 25 – 32 | OTTO Work Force/VOC Amsterdam | Egerbos, Venlo Scheidsrechters: Van Kessel, Hommen |
| 20 mei 2023 14:00 | (13-15)                      |         |                               | Egerbos, Venlo Scheidsrechters: Van Kessel, Hommen |
| 20 mei 2023 14:00 |                              |         |                               | Egerbos, Venlo Scheidsrechters: Van Kessel, Hommen |

| 28 mei 2023 14:30 | OTTO Work Force/VOC Amsterdam | 31 – 27 | Cabooter Group/HandbaL Venlo | Elzenhagen, Amsterdam Scheidsrechters: Geraets, Geraets |
| 28 mei 2023 14:30 | (15-13)                       |         |                              | Elzenhagen, Amsterdam Scheidsrechters: Geraets, Geraets |
| 28 mei 2023 14:30 |                               |         |                              | Elzenhagen, Amsterdam Scheidsrechters: Geraets, Geraets |

| 4 juni 2023 14:00 | Cabooter Group/HandbaL Venlo | v | OTTO Work Force/VOC Amsterdam | Egerbos, Venlo |
| 4 juni 2023 14:00 |                              |   |                               | Egerbos, Venlo |
| 4 juni 2023 14:00 |                              |   |                               | Egerbos, Venlo |

## Eindstand
| 01. | OTTO Work Force/VOC Amsterdam | - Geen Europees handbal                   |
| 02. | Cabooter Group/HandbaL Venlo  | - Gekwalificeerd voor de EHF European Cup |
| 03. | Westfriesland/SEW             | - Gekwalificeerd voor de EHF European Cup |
| 04. | Venéco VELO                   | - Gekwalificeerd voor de EHF European Cup |
| 05. | Geonius/V&L                   |                                           |
| 06. | HV Quintus                    |                                           |
| 07. | PCA/Kwiek                     |                                           |
| 08. | Garage Kil/Volendam           |                                           |
| 09. | JuRo Unirek/VZV               |                                           |
| 10. | Boer'n Trots Kaas/DSVD        |                                           |
| 11. | PSV Handbal                   |                                           |
| 12. | BFC                           | - Gedegradeerd naar de eerste divisie     |